# Sipedang
Sipedang is een bestuurslaag in het regentschap Banjarnegara van de provincie Midden-Java, Indonesië. Sipedang telt 3590 inwoners (volkstelling 2010).